# Idiasta rufithorax
Idiasta rufithorax är en stekelart som beskrevs av Bhat 1979. Idiasta rufithorax ingår i släktet Idiasta och familjen bracksteklar. Inga underarter finns listade i Catalogue of Life.